# 里佳村
里佳村是中華民國嘉義縣阿里山鄉的一個村。

## 概要
里佳村位於阿里山鄉中南部曾文溪東岸，西鄰山美村、南鄰新美村、北鄰樂野村和達邦村、東鄰高雄市那瑪夏區達卡努瓦里，為清光緒17年（1981年）從達邦村遷移的 uc 氏族所建，漢人稱之為頂笨仔社，1904年有13戶121人，1946年有39戶214人，戰後人口一度達到百餘戶六百多人，後因地處深山，為甲種山地管制區，交通不便，村民逐漸遷移。

## 聚落
- 頂笨仔社屬第2鄰，niae 為鄒語昔日之意，意為過去 uc 氏族所建的村莊，村口烏榕樹下有一平坦大石，村民稱之為 ba momuda，意為貢禮之石，供奉守護神，族人經過時便會將些許食物放在石頭上，並做簡單的祝神儀式，祈求山林和族人的平安。[3]

- 蝙蝠社屬第1鄰，多蝙蝠栖息，因而得名。[4]

- 樟腳社屬第3鄰，樟樹茂盛，因而得名，1904年有2戶37人，1946年有4戶31人。[4]

- 落鳳社屬第4鄰，原位於南部山脊平地上，後因山崩而向東遷移至低地，1904年有8戶65人，1946年有9戶34人。[4]

- 鱉頭社位於樟腳社之西，因地處斷崖邊緣而得名，1904年有8戶65人，二戰期間日本當局欲修機場，將居民遷走，至今無人居住。[4]

- 雲竹社位於雲竹叢生之林地，因此得名，1904年有2戶28人，二戰期間日本當局欲修機場，將剩下的10人居民遷至頂笨仔社，至今無人居住。[4]

## 觀光
169縣道是里佳唯一對外的通道，是阿里山最偏遠的鄒族部落，這裏的天空總是一片湛藍，入夜後繁星點點，因此被稱作「藍色部落」，家家種植山蘇花、崖薑蕨和石槲蘭等花草。由於幾乎沒有光害，具備絕佳觀星條件，每年春夏之際有大批螢火蟲出沒。

## 產業
里佳村內土地肥沃，宜農地191.2公頃，宜林地426.6公頃，雖有水田可耕，但經常面臨缺水。目前仍以杉木、麻竹、桂竹等生產為主；農作物有生薑、筍類、芋頭、愛玉子、高山茶、山油茶等。每年8月至隔年1月為阿里山愛玉盛產期，是里佳村重要經濟來源。

## 山峰
- 頂笨子山位於蝙蝠社西邊，海拔1679.5公尺。[2]

- 鱉頭山位於樟腳社西北，海拔1198公尺，鄒語意為老鼠山，因山上野鼠多而得名。[2]

- 落鳳山為烏奇哈溪與塔乃庫溪的分水嶺上的山峰，海拔1522公尺，是里佳村與山美村的界山。[2]

- 岳亞那山為烏奇哈溪與塔乃庫溪的分水嶺上的山峰，在落鳳山的東方，海拔1522公尺，是里佳村與山美村的界山。[2]

- 棚機山全村最高峰，海拔2264公尺。[2]